# 상곡 마씨
상곡 마씨(上谷麻氏)는 상곡시를 본관으로 하는 한국의 성씨이다. 회회왕국(回回王國)의 왕이었던 마립(麻立)의 원손 마귀(麻貴)가 명나라 제독(提督)으로 정유재란 때 조선에서 왜군을 공격하였다. 마귀(麻貴)의 증손 마순상(麻舜裳)이 조선에 귀화하여 한국 상곡 마씨의 중시조가 되었다.

## 역사
시조는 회회왕국(回回王國)의 왕이었던 마립(麻立)공이다. 1512년 회회왕국이 망하게 되었을 때 6세이었던 태자 마록(麻祿)이 신하의 등에 업혀 안남국(安南國)으로 망명하여 왕에게 의탁 성장하여 왕의 사위가 되고 그 뒤 1522년 중원(中原)으로 들어가 벼슬을 하여 총병관 및 포정사 등을 지냈으다. 마록(麻祿)의 자는 윤집(允執), 호는 지지당(知止堂)이다.
한국의 마(麻)씨는 정유재란 때 명나라 원군의 제독(提督) 마귀(麻貴) 장군의 후손이다. 마귀(麻貴)는 회회국(回回國) 왕(王) 마립(麻立)의 원손으로 포정사(布政使) 마록(麻祿)의 아들이며, 자는 명회(溟回), 호는 이천(而泉), 시호는 충무후 (忠武侯)이다. 1597년(조선 선조 30년) 임진왜란에 이어 정유재란이 일어나자 마귀(麻貴) 장군은 명나라가 파견한 구원병의 제독(提督)으로 군사를 거느리고 조선에 들어왔다. 그 해 12월 도원수 권율(權慄)과 합세하여 울산에 내려가서 도산성(島山城)을 포위공격을 하였으나 적장 구로다 나가마사(黑田長政)가 이끄는 왜군에게 패하여 경주로 후퇴하였다. 1598년(조선 선조 31년) 만세덕(萬世德)이 거느린 14만 원군을 따라 들어와 또 동래로 내려가 도산성을 공격하였다. 조선에서 뛰어난 용병술로 도처에서 왜적을 무찔러 국가 위기 회복에 큰 공을 세우고, 왜란이 끝나자 1599년 (조선 선조 32년) 봄에 본국인 명나라로 돌아갔다. 마귀 장군의 아들 마승은(麻承恩)은 대동초병관을 지냈으며, 손자 마암(麻巖)은 조부와 함께 정유재란에 참전한 후 1619년에 후금(後金)과의 싸움인 심하 전투에서 총병관으로 활약하다가 순절하였다.
마귀(麻貴) 장군의 증손 마순상(麻舜裳) 공은 남경통판겸 조병독량사로 산동성 등주의 군량을 배를 타고 순찰 감독하다가 1627년(조선 인조 5년) 9월에 묘도(廟島)에서 풍랑을 만나 3일만에 황해도 풍천에 이르렀는데 함께 탔던 29명은 모두 죽고 혼자 살아남아 조선에 귀화하였다. 그 후 마순상은 풍천에서 홍주를 거쳐 전라남도 광주군 외거면 용산리에 이주하여 함참현감 강덕용(姜德龍)의 딸과 혼인하여 아들 마봉직(麻蓬直)을 두었다. 그리고 조선 조정의 도움을 받아 중국 요녕성 태안현에 있던 마암 공의 묘를 평안북도 강계군 압록리로 이장하였다가 다시 경상남도 거창군 거창읍 동변리 자규산으로 이장 보호하고 있다.
경상남도 합천군 봉산면 송림리에 마귀 장군의 묘단소(墓壇所)를 설치하고 조선 선조(宣祖) 임금으로부터 하사받은 영정(影幀)을 종가에 봉안 춘추로 숭모제를 올리며 마귀(麻貴) 공을 중시조로 하고 세대를 이어가고 있다.

## 본관
상곡(上谷)은 중국 하북성에 속한 지명이다.

## 인물
조선 헌종은 마귀(麻貴) 장군의 9대손 마시가(麻時可)에게 삼(麻)은 여름 비단이라는 뜻에서 하백(夏帛)이란 이름을 내리고 비단에는 베틀[機]이 제격이라면서 기장(機張) 현감을 제수하고 이어 후주도호부사를 제수하였다.
마하백(麻夏帛)의 아들 마두원(麻斗元)은 1890년(고종27년) 곽산군수가 되고 이어 강화부중군에 봉직하던 중 일본이 침략하여 이에 항거하다가 관직에서 물러났다. 그후 고향으로 돌아와 의병동지를 규합하고 독립운동에 앞장서 활약하다가 1919년 4월10일에 일본 경찰에 붙잡혀 끌려가 옥고를 치르고 세상을 떠났다.
현대 인물로는 포항시 정책보좌관 마호형(麻鎬瀅), 경상대학교 마호섭(麻鎬燮) 교수 등이 있다.

## 세계표
조선 후기 음보(蔭譜)로 관직에 진출한 마두원의 자는 기립(基立)이며, 아버지는 기장(機張)현감, 후주도호부사를 역임한 마하백(麻夏帛)이고, 외조부는 김계승(金繼升)이다. 『문음진신보(文蔭縉紳譜)』에 기록된 마두원(麻斗元)의 조상 세계는 다음과 같다.
| 세계 | 1세        | 2세                | 3세        | 4세                | 5세                | 6세            | 7세            | 8세            | 9세        | 10세           | 11세           |
| ---- | ---------- | ------------------ | ---------- | ------------------ | ------------------ | -------------- | -------------- | -------------- | ---------- | -------------- | -------------- |
| 관직 | 제독(提督) | 대국총병(大國總兵) | 총병(總兵) | 호부낭중(戶部郞中) | 도지휘사(都指揮使) | -              | -              | -              | -          | 부사(府使)     | 가선(加宣)     |
| 성명 | 마귀(麻貴) | 마승은(麻承恩)     | 마암(麻巖) | 마순상(麻舜裳)     | 마봉직(麻蓬直)     | 마면잠(麻綿蚕) | 마엽풍(麻葉豊) | 마세복(麻世服) | 마겸(麻縑) | 마하백(麻夏帛) | 마두원(麻斗元) |

## 집성촌
- 경상남도 합천군 봉산면 송림리

## 인구
대한민국 통계청 인구 조사에서 상곡 마씨는 2000년에 21가구, 63명으로 조사되었고, 2015년에는 232명으로 조사되었다.

## 관련 문화재
- 서생포 왜성(倭城) : 문화재자료 제8호 (울산광역시 울주군 서생면 서생리 산54). 서생포왜성은 선조 24년에서 선조 25년(1593) 2년동안 임진왜란 때 왜장 가토오 기요마사가 지휘하여 돌로 축성한 전형적인 일본식 석성으로써 계단식으로 쌓았다. 산의 정상부에서 아래로 성벽을 겹으로 두르고 성벽은 기울기를 많이 가지는 특징이 있어 16세기 말기의 일본성곽 연구에도 귀중한 자료가 된다. 이러한 일본식 성곽은 임진왜란 이후 석축 성벽만 남아 있지만 비교적 완연하며 비록 일본이 축성했으나 후에 우리 측에서도 사용했던 성이다. 이 성은 기장왜성과 임랑포왜성, 자성대왜성, 동래왜성 및 울산왜성(학성)과 봉화로 서로 신호 연락하였다 하여 일명 "봉화성"이라고도 이름 한다. 성터에는 당시 왜적과 싸우다가 순절한 충신 애국지사를 모신 창표당이 있었으나 지금은 터만 남아있다. 이 왜성에서 왜군이 물러간 것은 선조31년(1598) 명나라 마귀(麻貴) 제독(提督)이 정유재란 때 왜군을 대파하고 탈환했다. 기록으로는 선조 27년 사명대사가 4차례에 걸쳐 이곳을 찾아와 카토 기요마사와 담판을 벌인 것으로 나타나고 있다. 4차례에 걸친 회담은 왜군의 어처구니 없는 제안으로 결렬되었고 마침내 명나라 마귀 제독의 도움으로 서생왜성을 탈환한 것이다.
- 합천 송림리 마씨종택 철검(陜川 松林里 麻氏宗宅 鐵劍) : 경상남도 합천군 봉산면 송림리의 마씨종택(麻氏宗宅)에는 경상남도문화재 제446호로 지정된 철검(鐵劍)이 있다. 이 철검은 마호영 씨가 관리하고 있다. 손잡이가 오동나무로 만들어진 이 철검의 원래 주인은 정유재란 때 明의 원병으로 온 마귀(麻貴) 제독의 증손인 마순상(麻舜裳)이다.
- 합천 송림리 충무후 마귀 영정(陜川松林里忠武侯麻貴影幀) : 경상남도 문화재자료 제419호. 이 영정은 정유재란에 공을 세운 명나라 장수 마귀 제독(1541～1612) 영정으로 명주바탕에 채색을 한 좌안8분면의 금관조복의 차림으로 호피를 두른 의자에 앉은 채 양손을 모아 공수자세로 홀을 쥐고 있는 전신교의좌상이다. 상곡마씨 대종회에서 관리하고 있다.
- 상곡마씨 교지(上谷麻氏 敎旨) : 경상남도의 문화재자료 제588호

## 관련 논문
- 조선후기 상곡마씨 가문연구(朝鮮後期 上谷麻氏 家門硏究)

## 같이 보기
- 한국의 외래 귀화 성씨
- 절강 팽씨
- 영양 천씨